# 蘇來曼·本·達吾提
蘇來曼·本·達吾提（Süleyman，?—?），西喀喇汗国第七代汗，贝里特勤的孙子，阿赫馬德的堂弟。1095年，阿赫馬德被教团唆使的军队杀死，阿赫馬德的堂弟馬斯烏德被立为喀喇汗。塞尔柱王朝并不同意他即位，立阿赫馬德的另一个堂弟蘇來曼·本·達吾提为傀儡汗。之后，西喀喇汗国成为塞尔柱王朝的附庸。
| 前任： 馬斯烏德 | 西喀喇汗国可汗 1095年—1097年 | 繼任： 馬黑木一世 |